# 訃報 1996年1月
訃報 1996年1月（ふほう 1996ねん1がつ）では、1996年（平成8年）1月中に物故した、又は物故が報じられた人物についてまとめる。

## （1日 - 15日）

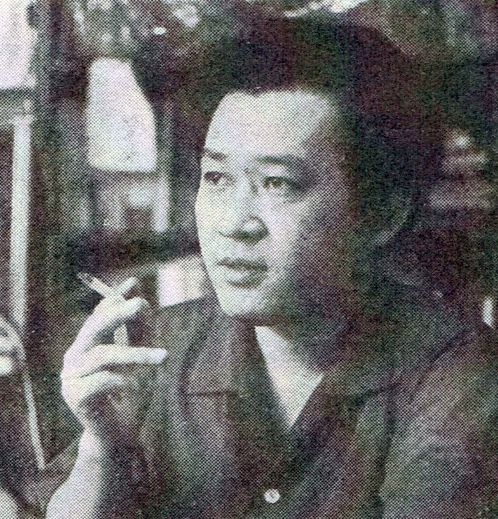
川村晃 / 1月4日没

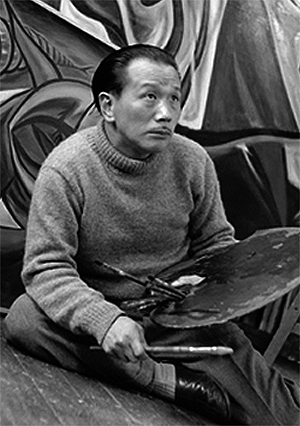
岡本太郎 / 1月7日没

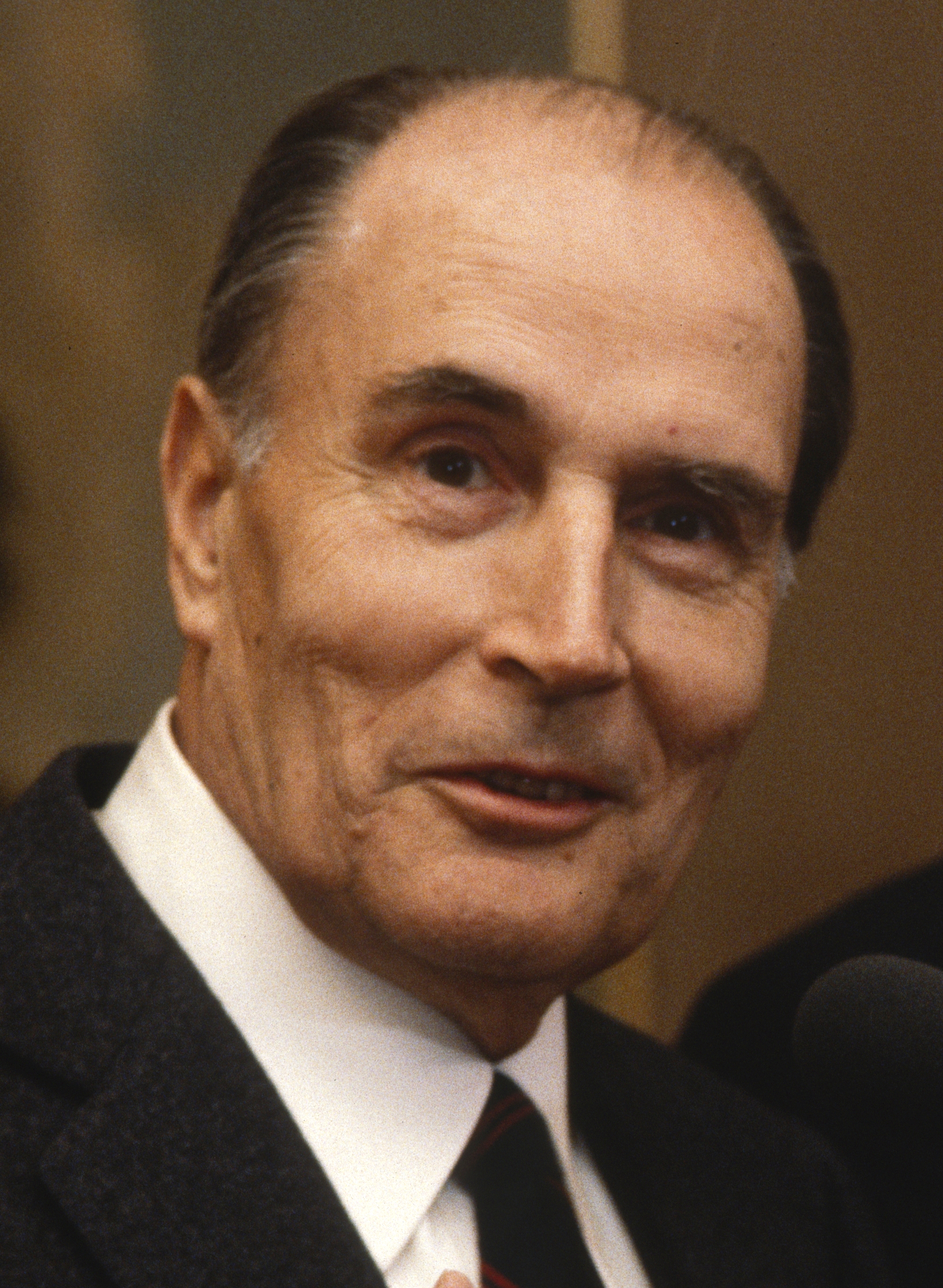
フランソワ・ミッテラン / 1月8日没

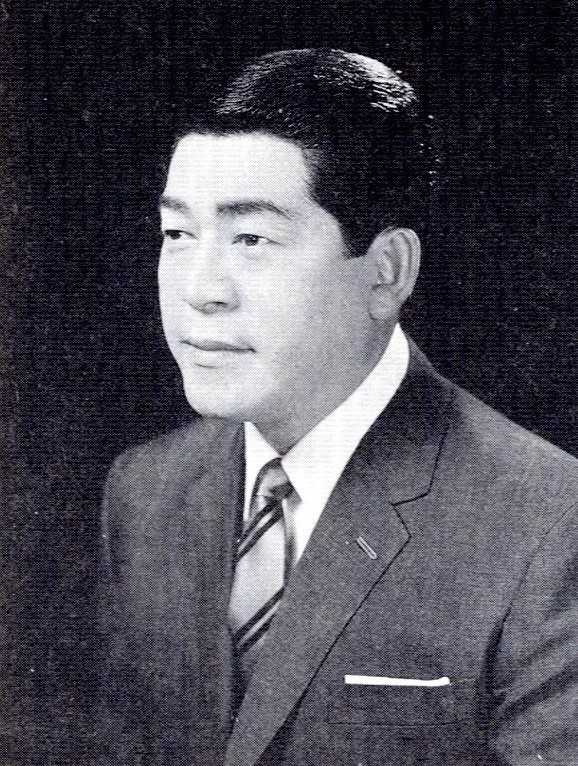
三橋美智也 / 1月8日没

- 1月3日 - 古屋茂、数学者（* 1916年）
- 1月4日 - 川村晃、小説家（* 1927年）
- 1月7日 - 岡本太郎、芸術家（* 1911年）
- 1月8日 - フランソワ・ミッテラン、政治家・フランス第五共和政第4代大統領（* 1916年）
- 1月8日 - 三橋美智也[1]、歌手（* 1930年）
- 1月10日 - 弘世現、実業家（* 1904年）
- 1月11日 - 村上三郎、芸術家 （* 1925年）

## （16日 - 31日）

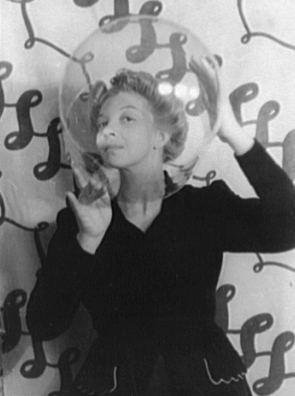
レオノール・フィニ / 1月18日没

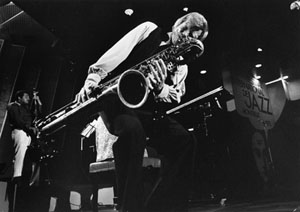
ジェリー・マリガン / 1月20日没

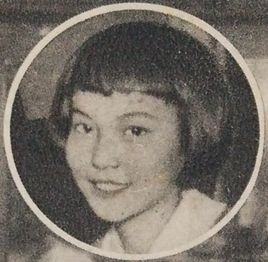
織井茂子 / 1月23日没

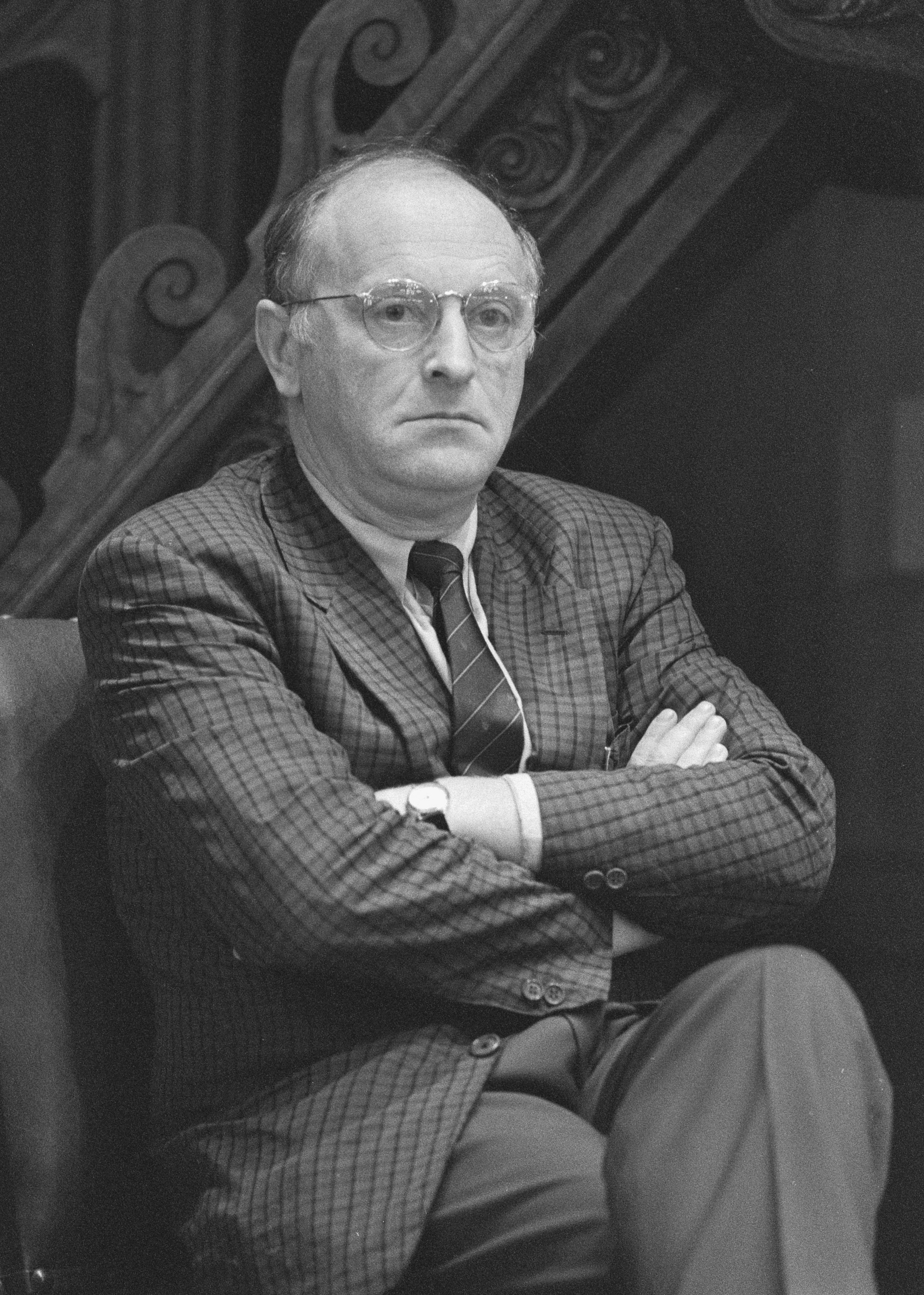
ヨシフ・ブロツキー / 1月28日没

- 1月16日 - 古賀正秀、整体師、オステオパシスト（* 1912年）
- 1月18日 - レオノール・フィニ、画家（* 1907年）
- 1月18日 - 上松陽助、元岐阜県知事（* 1914年）
- 1月19日 - 石野信一、大蔵官僚・実業家（* 1912年）
- 1月19日 - ドン・シンプソン、映画プロデューサー（* 1943年）
- 1月20日 - ジェリー・マリガン、作曲家（* 1927年）
- 1月21日 - 横山やすし、漫才師（* 1944年）
- 1月23日 - 織井茂子、歌手（* 1926年）
- 1月24日 - 結城昌治、小説家・推理作家（* 1927年）
- 1月25日 - 岡村俊昭、元プロ野球選手（* 1912年）
- 1月25日 - 中山善郎、実業家（* 1914年）
- 1月25日 - 藤井勝志、政治家・元労働大臣（* 1915年）
- 1月25日 - 中野道義、プロ野球選手（* 1926年）
- 1月25日 - ジョナサン・ラーソン、作曲家（* 1960年）
- 1月26日 - 畑和、元埼玉県知事（* 1910年）
- 1月28日 - ヨシフ・ブロツキー、作曲家（* 1940年）